# 井手口佳暉
井手口 佳暉（いでぐち よしき、1996年11月21日 - ）は、日本のモデル、俳優、カメラマン、ものまね芸人。兵庫県伊丹市生まれ。フリータレント
大谷翔平のものまね芸人大谷似 翔平（おおたにに しょうへい）として活動している。

## 出演

### TV番組
- ものまねグランプリ (日本テレビ)
- ザ・細かすぎて伝わらないモノマネ (フジテレビ)
- 爆笑そっくりものまね紅白歌合戦スペシャル (フジテレビ)
- 中居正広の金曜日のスマイルたちへ (TBS)
- アッコにおまかせ！(TBS)
- 恋するMLB (AbemaTV)
- こんナンSDGsどうですか?(テレビ東京)
- アメリカ　KTLA5
- モノマネMONSTER (日本テレビ)

### ドラマ
- 天久鷹央の推理カルテ 第8話（2025年6月17日、テレビ朝日） - 大谷似 役[1]

### 雑誌
- アメリカWeekly LALALA
- Flash

### モデル活動
- サカセ化学工業 METAMO + (メタモプラス)
- 弘栄貿易 会社案内映像
- リッチモンドホテルプレミア京都四条 PV
- FOOD&LIFE COMPANIES スシローアルバイト募集広告
- 中山福 HPイメージ
- アズワン株式会社 医療用品カタログ
- OMOi KO MANDY モニター
- 甲子園大学 イメージモデル
- 清水会グループWEBページ動画
- 近鉄不動産 広告